# Перциліт
Перцилі́т, персиліт — дискредитований мінерал, суміш інших Pb-Cu-хлоридів. Вінчелл і Раус (1974) дослідили типовий перциліт і його зразки з трьох інших місцезнаходжень і виявили, що вони є сумішами болеїту, псевдоболеїту і хлораргіриту.
Зразки «перциліту» з Лавріона, проаналізовані Колітчем та ін. (2014), виявилися або болеїтом, або діаболеїтом.

## Загальний опис
Хімічна формула:
- 1. За Є. Лазаренком: Pb3Cu3Ag[Cl7|(OH)6].
- 2. За Г.Штрюбелем та З. Х. Ціммером: PbCuCl2•(OH)2.

Містить (%): Pb — 48,93; Cu — 15,01; Ag — 8,49; Cl — 19,54; H2O — 4,25; O — 3,78.
Сингонія кубічна. Утворює дрібні кубічні або додекаедричні кристали, масивні агрегати.
Спайність по кубу.
Густина 5,25.
Твердість 2—2,5.
Колір і риса — небесно-блакитні. Прозорий.
Блиск скляний. Ізотропний. Іноді слабке двозаломлення.
Супутні мінерали: самородне золото, лімоніт.
Зустрічається в зонах окиснення свинцево-цинкових родов. Мексики (Сонора), в Чилі, ПАР (Намакваленд).
За прізв. англ. металурга Дж. Перці (J.Percy), H.J.Brooke, 1850.